# Тапи Дхарма Рао Найду
Тапи Дхарма Рао Найду (телугу తాపీ ధర్మారావు, англ. Tapi Dharma Rao; 19 сентября 1887, Берхампур, Британская Индия — 8 мая 1973) — индийский писатель
 и поэт на телугу, журналист, редактор, переводчик, социальный реформатор. Считается пионером разговорного языка в журналистике на телугу и старейшим прозаиком на телугу. Лауреат премии Литературной академии Сахитья (1971).

## Биография
Сын врача. Получил степень бакалавра искусств в колледже Пачайаппа в Мадрасе. Первоначально работал учителем, затем журналистом, был законодателем моды в журналистике на телугу. Ввёл разговорный язык в журналистику Индии.
Работал редактором журналов «Кондегаду» и «Джанавани». Основал еженедельный журнал под названием «Кагада». Был основателем книжного издательства «Вегучка Грандхамала». 
Автор ряда книг «Патхапали, Котха Пали», «Сахитьяморморалу», «Раллу-Раппалу» и многих других. Занимался переводами, перевёл книгу «Анна Каренина» Л. Толстого на телугу.
Кроме того, работал над фильмами «Малапилья» (1938), «Райту Бидда» (1939), «Иллалу» (1940), «Дрохи» (1948), «Килугуррам» (1949) и ещё нескольких фильмов в качестве создателя диалогов.
Его сын — индийский кинорежиссёр и сценарист Тапи Чанакья (1925—1973).

## Избранная библиография
- Devalayala Meeda Bhutu Bommalenduku?
- Pelli- Dani Puttupurvotharalu
- Inupakatchadalu
- Pathapali, Kotha Pali
- All India Adukkutinevalla Mahasabha
- Sahityamormaralu
- Rallu-Rappalu is his autobiography from 1887 to 1908
- Translated Leo Tolstoy's Anna Karenina into Telugu (1952)